# Helena Bonham Carter
Helena Bonham Carter (Islington, Londres, 26 de maig de 1966) CBE és una actriu anglesa. És coneguda pels seus papers en pel·lícules independents i en blockbusters i va ser nominada a l'Oscar a la millor actriu pel seu paper de Kate Croy a Les ales del colom (1997) i a l'Oscar a la millor actriu secundària per interpretar Elisabet Bowles-Lyon a El discurs del rei (2010). Per aquest últim paper va guanyar el BAFTA a la millor actriu secundària. També va guanyar l'Emmy Internacional a la millor actriu i va ser nominada al BAFTA de televisió a la millor actriu per fer de l'autora Enid Blyton al telefilm de la BBC4 Enid (2009).
Bonham Carter va començar la seva carrera al cinema fent de Lucy Honeychurch a Una habitació amb vista (1985) i de protagonista a Lady Jane (1996). Les seves altres pel·lícules inclouen Hamlet, l'honor de la venjança (1990), Retorn a Howards End (1992), Frankenstein de Mary Shelley (1994), Poderosa Afrodita (1995), Les ales del colom (1997), Fight Club (1999), la franquícia de Harry Potter (2007–11), Great Expectations (2012), Les Misérables (2012), Cinderella (2015) i Ocean's 8 (2018). Les seves col·laboracions amb Tim Burton inclouen Big Fish (2003), La núvia cadàver (2005), Charlie i la fàbrica de xocolata (2005), Sweeney Todd: el barber diabòlic del carrer Fleet (2007), Alice in Wonderland (2010) i Ombres tenebroses (2012). Els seus telefilms inclouen Fatal Deception: Mrs. Lee Harvey Oswald (1993), En directe des de Bagdad (2002), Toast (2010) i Burton & Taylor (2013). El 2018 es va confirmar que faria de Margarida del Regne Unit a les temporades 3 i 4 de The Crown.
Bonham Carter va rebre l'Orde de l'Imperi Britànic (CBE) a la llista d'honors d'any nou de 2012 pels seus serveis a la interpretació i el primer ministre David Cameron va anunciar que formaria part de la nova Comissió sobre l'Holocaust del Regne Unit el gener de 2014.

## Infantesa
Bonham Carter va néixer a Islington (Londres). El seu pare, Raymond Bonham Carter, membre d'una prominent família britànica, era un banquer mercantil i va ser el director britànic alternatiu representant el Banc d'Anglaterra al Fons Monetari Internacional a Washington DC durant els anys 1960. La seva mare, Elena (Propper de Callejón de soltera), una psicoterapeuta d'ascendència espanyola i majoritàriament jueva, era filla del diplomàtic espanyol Eduardo Propper de Callejón i de la pintora Hélène Fould-Springer, baronessa. La seva àvia paterna era la política i feminista Violet Bonham Carter, filla d'H. H. Asquith, primer ministre del Regne Unit durant la primera meitat de la Primera Guerra Mundial.
Té dos germans més grans: Edward i Thomas. Es van criar a Golders Green, va anar a un institut de Hampstead i va completar els A-levels a la Westminster School. El King's College de Cambridge la va rebutjar perquè creien que abandonaria els estudis per seguir la seva carrera interpretativa.
Quan tenia cinc anys, la seva mare va tenir una crisi nerviosa greu, de la qual va trigar tres anys a recuperar-se. Al cap de poc, l'experiència de la seva mare amb la teràpia van fer que esdevingués psicoterapeuta ella mateixa—Bonham Carter des de llavors li ha pagat per interpretar les motivacions psicològiques dels seus personatges. Cinc anys després de la recuperació de la seva mare, li van diagnosticar un neurinoma de l'acústic al seu pare. Va patir complicacions durant una operació per extirpar-li el tumor que li van causar un infart que el va deixar mig paralitzat i en cadira de rodes. Amb els seus germans a la universitat, Bonham Carter va ajudar la seva mare. Va estudiar els moviments i peculiaritats del seu pare pel seu paper a The Theory of Flight. Va morir el gener de 2004.

## Carrera

### Principis
Bonham Carter, que no té formació formal en interpretació, va començar guanyant un concurs nacional d'escriptura (1979) i va utilitzar els diners per pagar la seva entrada al directori Spotlight d'actors. Va fer el seu debut com a actriu professional als 16 anys en un anunci de televisió. També va tenir un paper menor al telefilm A Pattern of Roses.
El primer paper protagonista de Bonham Carter va ser com Lady Jane Grey a Lady Jane (1986), que va rebre crítiques mixtes. El seu paper revelació va ser el de Lucy Honeychurch a Una habitació amb vista (1985), que va ser filmada després de Lady Jane però estrenada dos mesos abans. També va aparèixer en episodis de Miami Vice com l'interès amorós de Don Johnson durant la temporada 1986-87, a The Vision amb Dirk Bogarde el 1987, a A Hazard of Hearts amb Stewart Granger i a Getting It Right amb John Gielgud. Havia de participar com a Bess McNeill a Breaking the Waves, però va abandonar el projecte durant la producció per «l'exposició física i psíquica dolorosa del personatge», segons Roger Ebert. El paper el va rebre Emily Watson, que li va valdre la nominació a un premi Oscar.
El 1994 Bonham Carter va aparèixer en una seqüència de somnis durant la segona temporada de la sitcom britànica Absolutely Fabulous, com la filla d'Edina Monsoon, Saffron, que normalment era interpretada per Julia Sawalha. Al llarg de la sèrie es van fer referències a la semblança de Saffron amb Bonham Carter.
Les seves primeres pel·lícules la van portar a ser catalogada com a «reina de la cotilla» i «rosa anglesa», interpretant personatges d'abans i de principis del segle xx, particularment en les pel·lícules de Merchant Ivory. Va interpretar Olivia a la versió cinematogràfica de Trevor Nunn de Twelfth Night el 1996. Un dels punts més alts de la seva carrera va ser la seva actuació com a Kate Croy a la pel·lícula de 1997 Les ales del colom, que va ser molt aclamada internacionalment i va marcar les seves primeres nominacions als Globus d'Or i als Oscar. Des de llavors ha ampliat el seu repertori de papers, amb pel·lícules com ara Fight Club, Wallace & Gromit: La maledicció de les verdures i amb pel·lícules dirigides per l'aleshores parella seva Tim Burton: Charlie i la fàbrica de xocolata, La núvia cadàver, Big Fish, Sweeney Todd: el barber diabòlic del carrer Fleet i Alice in Wonderland.

### Carrera posterior

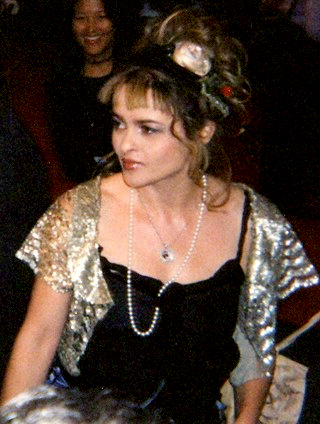
Bonham Carter al Festival Internacional de Cinema de Toronto de 20015, promovent Wallace & Gromit: La maledicció de les verdures

Bonham Carter parla francès amb fluïdesa, i va protagonitzar una pel·lícula francesa de 1996 Portraits chinois. L'agost de 2001 va aparèixer a la revista Maxim. Va interpretar la seva segona reina d'Anglaterra quan va ser seleccionada com a Anna Bolena a la minisèrie Henry VIII; no obstant això, el seu paper va ser restringit perquè estava embarassada del seu primer fill en el moment del rodatge.
Va ser membre del jurat del Festival de Cinema de Canes de 2006 que va seleccionar unànimement The Wind That Shakes the Barley com a millor pel·lícula.
El maig de 2006, Bonham Carter va llançar la seva pròpia línia de moda, «The Pantaloonies», amb la dissenyadora de roba de bany Samantha Sage. La seva primera col·lecció, anomenada «Bloomin' Bloomers», és una selecció d'estil victorià de camisoles, còfies i calcetes. El duo va treballar en pantalons vaquers personalitzats.
Bonham Carter va interpretar Bel·latrix Lestrange a les quatre últimes pel·lícules de Harry Potter (2007–2011). Mentre filmava Harry Potter i l'orde del Fènix va trencar accidentalment el timpà de Matthew Lewis, que interpretava Neville Longbottom, quan li va entaforar la vareta a l'orella. Bonham Carter va rebre crítiques positives com a Bel·latrix, descrita com un «talent brillant però poc utilitzat». Va fer de Sra. Lovett, la còmplic amorosa de Sweeney Todd (Johnny Depp) a l'adaptació cinematogràfica del musical de Stephen Sondheim, Sweeney Todd: El barber diabòlic del carrer Fleet, dirigida per Tim Burton. Bonham Carter va rebre una nominació al Globus d'Or a la millor actriu per la seva actuació. Va guanyar el premi a la millor actriu en els premis de cinema britànic Evening Standard de 2007 per les seves actuacions a Sweeney Todd i a Conversations With Other Women, juntament amb el premi Empire a la millor actriu de 2009. Bonham Carter també va aparèixer a la quarta pel·lícula de Terminator, Terminator Salvation, interpretant un paper petit però fonamental.
Bonham Carter es va unir al repartiment de la pel·lícula de Tim Burton de 2010, Alice in Wonderland com a Reina Vermella. Comparteix pantalla amb Johnny Depp, Anne Hathaway, Mia Wasikowska, Crispin Glover i Alan Rickman. El seu paper va ser una amalgamació de la Reina dels Cors i de la a Reina Vermella. A principis de 2009, Bonham Carter va ser nomenada una de les 10 millors actrius britàniques pel The Times de tots els temps. Va aparèixer a la llista amb les actrius Julie Andrews, Helen Mirren, Maggie Smith, Judi Dench i Audrey Hepburn.

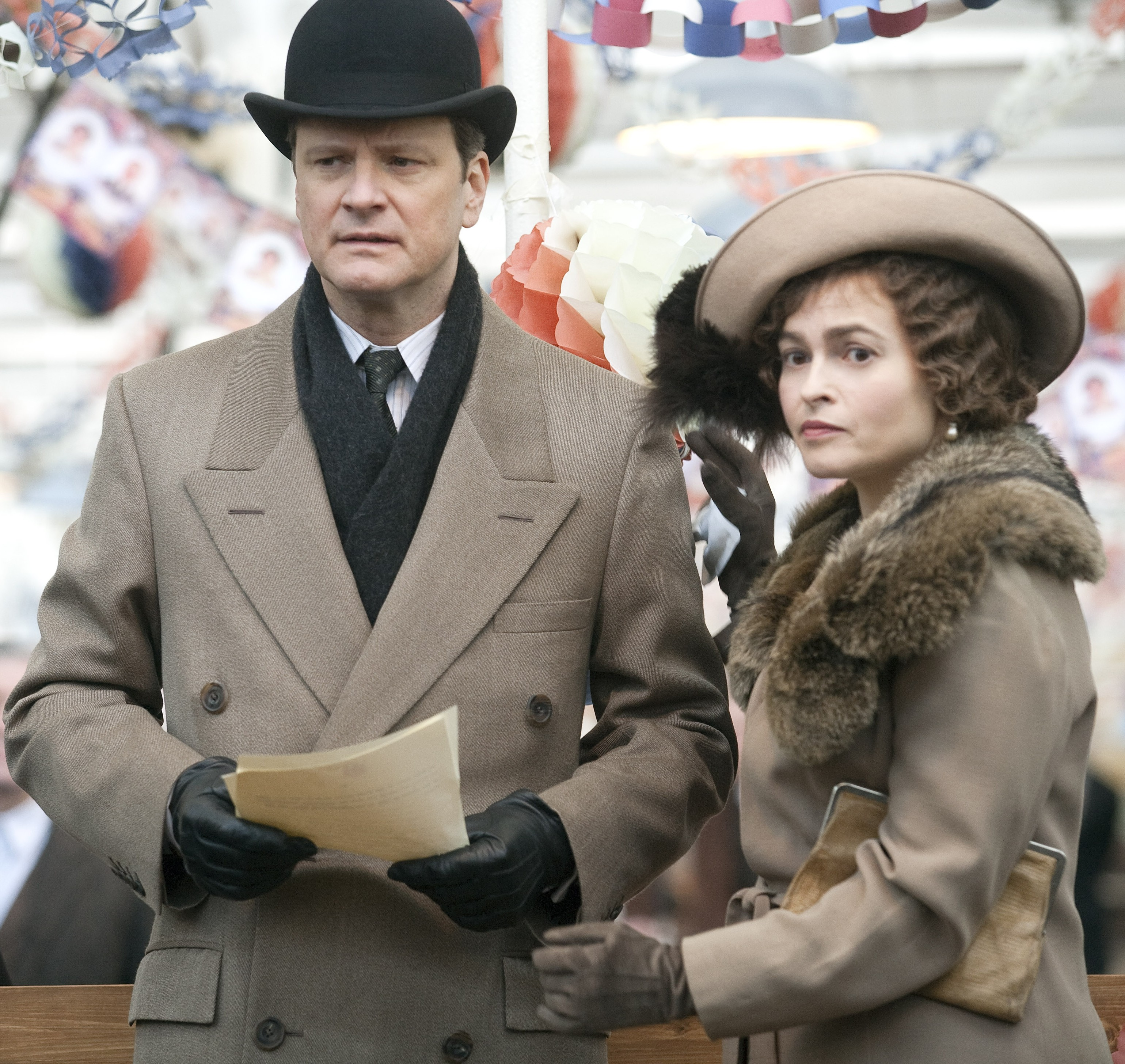
Bonham Carter i Colin Firth a la pel·lícula El discurs del rei (2010).

El 2010, Bonham Carter va interpretar Elisabet Bowes-Lyon a la pel·lícula El discurs del rei. El 2011 va rebre nombrosos elogis per la seva actuació, incloent-hi nominacions al Premi BAFTA a la millor actriu secundària i l'Oscar a la millor actriu secundària. Va guanyar el seu primer premi BAFTA, però va perdre l'Oscar davant Melissa Leo per The Fighter.
Bonham Carter va signar per interpretar l'autora Enid Blyton al biopic de la BBC Four, Enid. Va ser la primera representació de la vida de Blyton a la pantalla, que va protagonitzar amb Matthew Macfdyen i Denis Lawson. Va rebre la seva primera nominació al premi BAFTA a la millor actriu per Enid. El 2010 va protagonitzar amb Freddie Highmore el biopic de Nigel Slater Toast, que va ser filmat a West Midlands i va rebre una gala al Festival Internacional de Cinema de Berlín de 2011. Va rebre el premi Britannia a l'artista britànic de l'any de la BAFTA LA el 2011.
El 2012 va aparèixer com a Srta. Havisham en l'adaptació de Mike Newell de la novel·la de Charles Dickens, Great Expectations. L'abril de 2012, va aparèixer en el vídeo musical de Rufus Wainwright per al seu senzill "Out of the Game", que apareix en l'àlbum del mateix nom. Va coprotagonitzar una adaptació cinematogràfica del musical Les Misérables, estrenada el 2012. Va interpretar-hi el paper de Madame Thénardier.
El 17 de maig de 2012 es va anunciar que Bonham Carter apareixeria en l'adaptació de 2013 del llibre de Reif Larsen L'extraordinari viatge de T. S. Spivet. Va compartir pantalla amb Kathy Bates, Kyle Catlett i Callum Keith Rennie, amb Jean-Pierre Jeunet com a director. També va aparèixer en un curtmetratge dirigit per Roman Polanski per a la marca de roba Prada. El curt es titulava A Therapy i hi va aparèixer com a pacient del terapeuta de Ben Kingsley.
El 2013 va interpretar Harrington vermella, una madam d'un bordel amb una cama de fusta, que ajuda Reid i Tonto a localitzar Cavendish, a la pel·lícula The Lone Ranger. També aquell any, Bonham Carter va narrar poesia per The Love Book App, una antologia interactiva de literatura d'amor desenvolupada per Allie Byrne Esiri. També el 2013, Bonham Carter va aparèixer com a Elizabeth Taylor, juntament amb Dominic West com a Richard Burton, a Burton & Taylor de la BBC4, que es va estrenar al Festival Internacional de Cinema de Hamptons de 2013. Va interpretar la fada protectora a Cinderella, de Walt Disney, el 2015.
El 2016, Bonham Carter va reprendre el seu paper de Reina Vermella a Alice Through the Looking Glass. El juny de 2018, va protagonitzar un spin-off de la trilogia Ocean's Eleven, titulada Ocean's 8, al costat de Sandra Bullock, Cate Blanchett, Anne Hathaway i Sarah Paulson. Interpreta la princesa Margarita a la sèrie de Netflix The Crown, en substitució de Vanessa Kirby, que hi va interpretar una versió més jove durant les dues primeres temporades. Durant una entrevista a The Late Show amb Stephen Colbert, va afirmar haver conegut Margarida i que el seu oncle hi va festejar.
El 2020 va interpretar Eudoria Holmes, la mare de Sherlock, Mycroft i Enola Holmes, a la pel·lícula de Netflix Enola Holmes.

## Filmografia

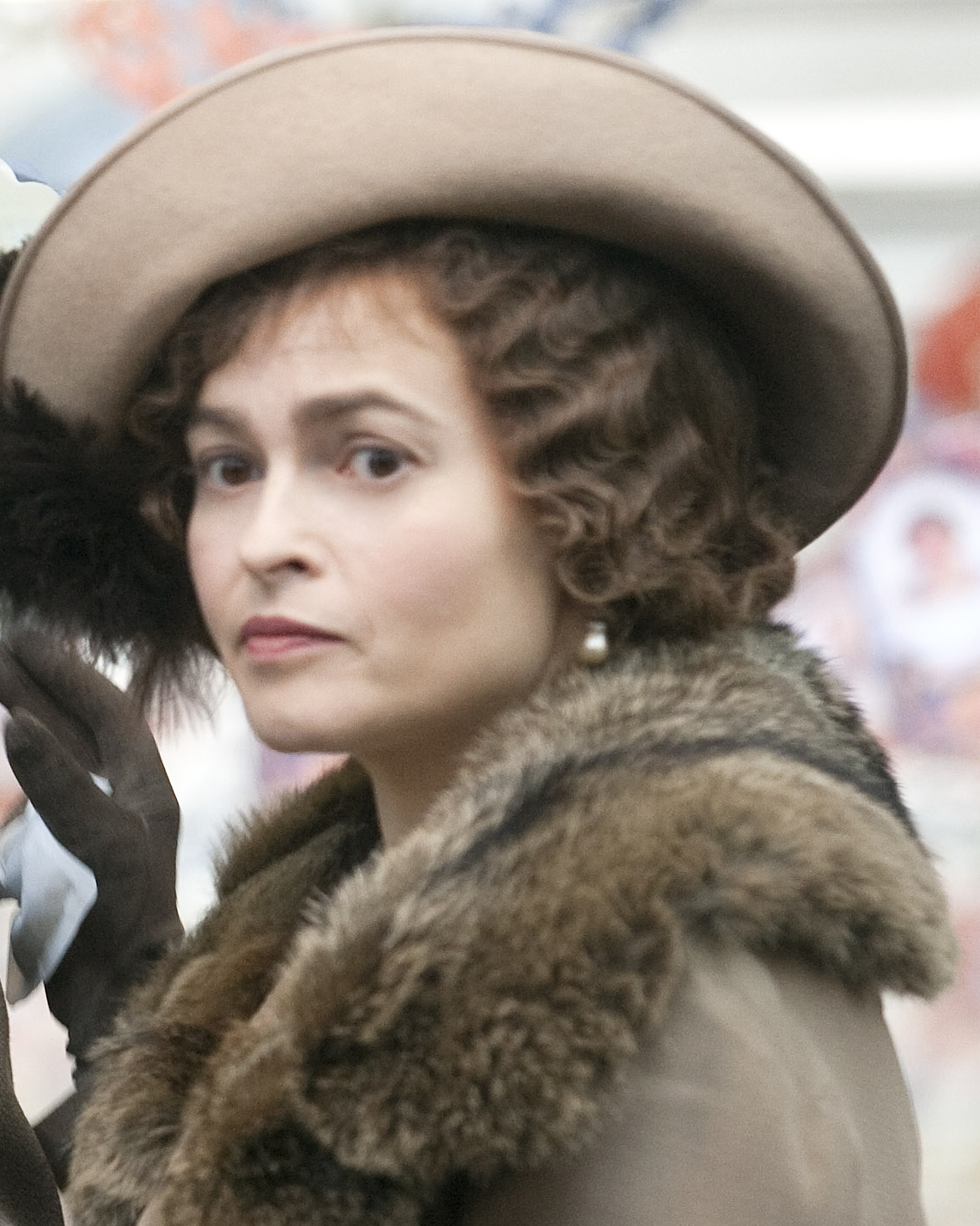
Bonham Carter durant el rodatge dEl discurs del rei el desembre de 2009.

### Pel·lícules
| Any  | Títol                                                    | Paper                               | Notes                 | Refs.  |
| ---- | -------------------------------------------------------- | ----------------------------------- | --------------------- | ------ |
| 1985 | Una habitació amb vista                                  | Lucy Honeychurch                    |                       |        |
| 1986 | Lady Jane                                                | Lady Jane Grey                      |                       |        |
| 1987 | Maurice                                                  | Dama al partit de criquet           | Cameo                 |        |
| 1987 | A Hazard of Hearts                                       | Serena Staverley                    |                       |        |
| 1988 | The Mask                                                 | Iris                                |                       |        |
| 1988 | Six Minutes with Ludwig                                  | L'estrella                          |                       |        |
| 1989 | Francesco                                                | Chiara Offreduccio                  |                       |        |
| 1989 | Getting It Right                                         | Lady Minerva Munday                 |                       |        |
| 1990 | Hamlet, l'honor de la venjança                           | Ofèlia                              |                       |        |
| 1990 | The Early Life of Beatrix Potter                         | Beatrix Potter                      |                       |        |
| 1991 | Where Angels Fear to Tread                               | Caroline Abbott                     |                       |        |
| 1991 | Brown Bear's Wedding                                     | Ós blanc (veu)                      |                       |        |
| 1992 | Retorn a Howards End                                     | Helen Schlegel                      |                       |        |
| 1994 | Frankenstein de Mary Shelley                             | Elizabeth Frankenstein              |                       |        |
| 1994 | Fatal Deception: Mrs. Lee Harvey Oswald                  | Marina Oswald                       |                       |        |
| 1994 | Butter                                                   | Dorothy                             | Curtmetratge          |        |
| 1995 | Poderosa Afrodita                                        | Amanda Weinrib                      |                       |        |
| 1995 | Margaret's Museum                                        | Margaret MacNeil                    |                       |        |
| 1995 | Jeremy Hardy Gives Good Sex                              | Ella mateixa (veu)                  |                       |        |
| 1996 | Twelfth Night: Or What You Will                          | Olivia                              |                       |        |
| 1996 | Portraits chinois                                        | Ada                                 |                       |        |
| 1997 | Les ales del colom                                       | Kate Croy                           |                       |        |
| 1997 | Keep the Aspidistra Flying                               | Rosemary                            |                       |        |
| 1997 | The Petticoat Expeditions                                | Narradora (veu)                     |                       |        |
| 1998 | Sweet Revenge                                            | Karen Knightly                      |                       |        |
| 1998 | The Theory of Flight                                     | Jane Thatchard                      |                       |        |
| 1999 | Carnivale                                                | Milly (veu)                         |                       |        |
| 1999 | Fight Club                                               | Marla Singer                        |                       |        |
| 1999 | Women Talking Dirty                                      | Cora                                |                       |        |
| 1999 | The Nearly Complete and Utter History of Everything      | Lily                                |                       |        |
| 2001 | Planet of the Apes                                       | Ari                                 |                       |        |
| 2001 | Novocaine                                                | Susan Ivey                          |                       |        |
| 2001 | Football                                                 | Mare                                | Curtmetratge          |        |
| 2002 | El meu cor                                               | Dinah                               |                       |        |
| 2002 | Despertars del passat                                    | Ruby                                |                       |        |
| 2003 | Big Fish                                                 | Jennifer Hill / La bruixa           |                       |        |
| 2004 | Un seguit de desgràcies catastròfiques de Lemony Snicket | Beatrice Baudelaire                 | Cameo sense acreditar |        |
| 2005 | Charlie i la fàbrica de xocolata                         | Sra. Bucket                         |                       |        |
| 2005 | Conversations with Other Women                           | Dona                                |                       |        |
| 2005 | Wallace & Gromit: La maledicció de les verdures          | Lady Tottington (veu)               |                       |        |
| 2005 | La núvia cadàver                                         | La núvia cadàver (veu)              |                       |        |
| 2006 | Sixty Six                                                | Esther Reubens                      |                       |        |
| 2007 | Sweeney Todd: El barber diabòlic del carrer Fleet        | Sra. Lovett                         |                       |        |
| 2007 | Harry Potter i l'orde del Fènix                          | Bellatrix Lestrange                 |                       |        |
| 2009 | Harry Potter i el misteri del príncep                    | Bellatrix Lestrange                 |                       |        |
| 2009 | Terminator Salvation                                     | Dra. Serena Kogan / Skynet          |                       |        |
| 2009 | El grúfal                                                | Mare esquirol (veu)                 | Curtmetratge          |        |
| 2010 | Alice in Wonderland                                      | Reina Vermella / Iracebeth de Crims |                       |        |
| 2010 | El discurs del rei                                       | Reina Elisabet, reina mare          |                       |        |
| 2010 | Harry Potter i les relíquies de la Mort (Part 1)         | Bellatrix Lestrange                 |                       |        |
| 2011 | Harry Potter i les relíquies de la Mort (Part 2)         | Bellatrix Lestrange                 |                       |        |
| 2011 | The Gruffalo's Child                                     | Mare esquirol (veu)                 | Curtmetratge          |        |
| 2012 | Ombres tenebroses                                        | Dra. Julia Hoffman                  |                       |        |
| 2012 | A Therapy                                                | Pacient                             | Curtmetratge          |        |
| 2012 | Grans esperances                                         | Srta. Havisham                      |                       |        |
| 2012 | Les Misérables                                           | Madame Thénardier                   |                       |        |
| 2013 | The Lone Ranger                                          | Harrington vermella                 |                       |        |
| 2013 | L'extraordinari viatge de T. S. Spivet                   | Dra. Clair                          |                       |        |
| 2014 | Night Will Fall                                          | Narradora                           | Documental            |        |
| 2015 | Cinderella                                               | Fada protectora                     |                       |        |
| 2015 | Sufragistes                                              | Edith Ellyn                         |                       |        |
| 2016 | Alice Through the Looking Glass                          | Reina Vermella / Iracebeth de Crims |                       |        |
| 2017 | Poles Apart                                              | Nanuk (veu)                         | Curtmetratge          |        |
| 2017 | 55 Steps                                                 | Eleanor Riese                       |                       |        |
| 2018 | Sgt. Stubby: An American Hero                            | Margaret Conroy (veu)               |                       |        |
| 2018 | Ocean's 8                                                | Rose Weil                           |                       |        |
| 2020 | Dragonheart: Vengeance                                   | Siveth (veu)                        | Vídeo a la carta      |        |
| 2020 | Tintoretto: A Rebel in Venice                            | Narradora                           | Documental            | [ 44 ] |
| 2020 | Enola Holmes                                             | Eudoria Holmes                      |                       |        |
| 2022 | The House                                                | Jen (veu en anglès)                 |                       |        |
| 2022 | Enola Holmes 2                                           | Eudoria Holmes                      |                       |        |

### Televisió
| Any       | Títol                                              | Paper                                | Notes                            | Refs. |
| --------- | -------------------------------------------------- | ------------------------------------ | -------------------------------- | ----- |
| 1983      | A Pattern of Roses                                 | Netty Bellinger                      | Telefilm                         |       |
| 1987      | Miami Vice                                         | Dra. Theresa Lyons                   | 2 episodis                       |       |
| 1988      | Screen Two                                         | Jo Marriner                          | Episodi: "The Vision"            |       |
| 1989      | Theatre Night                                      | Raina Petkoff                        | Episodi: "Arms and the Man"      |       |
| 1991      | Jackanory                                          | Lectora                              | 5 episodis                       |       |
| 1993      | Dancing Queen                                      | Pandora / Julie                      | Telefilm                         |       |
| 1994      | A Dark-Adapted Eye                                 | Faith Severn (adulta)                | Minisèrie                        |       |
| 1994      | Absolutely Fabulous                                | Dream Saffron                        | Episodi: "Hospital"              |       |
| 1994      | The Good Sex Guide                                 | Ella mateixa                         | Episodi #2.1                     |       |
| 1996      | The Great War and the Shaping of the 20th Century  | Vera Brittain                        | 2 episodis                       |       |
| 1998      | Merlin                                             | Morgana                              | 3 episodis                       |       |
| 2002      | En directe des de Bagdad                           | Ingrid Formanek                      | Telefilm                         |       |
| 2003      | Henry VIII                                         | Anna Bolena                          | 2 episodis                       |       |
| 2005      | Magnificent 7                                      | Maggi Jackson                        | Telefilm                         |       |
| 2009      | Enid                                               | Enid Blyton                          | Telefilm                         |       |
| 2010      | Toast                                              | Joan Potter                          | Telefilm                         |       |
| 2011      | Life's Too Short                                   | Ella mateixa                         | Episodi #1.3                     |       |
| 2013      | Burton & Taylor                                    | Elizabeth Taylor                     | Telefilm                         |       |
| 2014      | Turks & Caicos                                     | Margot Tyrrell                       | Telefilm                         |       |
| 2014      | Salting the Battlefield                            | Margot Tyrrell                       | Telefilm                         |       |
| 2015      | Codes of Conduct                                   | Esther Kaufmann                      | Pilot (no continuat)             |       |
| 2016      | Love, Nina                                         | George                               | 5 episodis                       |       |
| 2017      | Saying Goodbye                                     | Ella mateixa / Narradora (veu)       | Documental                       |       |
| 2019      | The Dark Crystal: Age of Resistance                | Maudra Mayrin / The All-Maudra (veu) |                                  |       |
| 2019–2020 | The Crown                                          | Princesa Margarida                   | Paper principal; 17 episodis     |       |
| 2019      | My Grandparents' War                               | Ella mateixa                         | Documental                       |       |
| 2020      | Cinderella: A Comic Relief Pantomime for Christmas | Lady Devilla                         | Pantomima                        |       |
| 2020      | Quentin Blake's Clown                              | Narradora                            | Pel·lícula d'animació            |       |
| 2021      | The Cleaner                                        | Sheila                               | 1 episodi                        |       |
| 2022      | Harry Potter 20th Anniversary: Return to Hogwarts  | Ella mateixa                         | Especial de televisió de HBO Max |       |
| 2022      | Ten Percent                                        | Ella mateixa                         | 1 episodi                        |       |
| 2022      | Nolly                                              | Noele «Nolly» Gordon                 |                                  |       |

### Teatre
| Any  | Títol                    | Paper         | Teatre                                   | Refs. |
| ---- | ------------------------ | ------------- | ---------------------------------------- | ----- |
| 1987 | La tempesta              | Miranda       | Oxford Playhouse                         |       |
| 1988 | La dama de blanc         | Laura Fairlie | Greenwich Theatre, Londres               |       |
| 1989 | The Chalk Garden         | Laurel        | Windsor/Yvonne Arnaud Theatre, Guildford |       |
| 1991 | La casa de Bernarda Alba | Magdalena     | Nottingham Playhouse                     |       |
| 1992 | Il barbiere di Siviglia  | Rosina        | Palace Theatre, Watford                  |       |
| 1992 | Trelawney of the Wells   | Imogen Parrot | Comedy Theatre, Londres                  |       |

### Vídeos musicals
| Any  | Artista          | Cançó             | Refs.  |
| ---- | ---------------- | ----------------- | ------ |
| 2012 | Rufus Wainwright | "Out Of The Game" | [ 45 ] |
| 2015 | Bryan Adams      | "Brand New Day"   | [ 46 ] |

### Videojocs
| Any  | Títol                                          | Doblatge        | Notes                    | Refs. |
| ---- | ---------------------------------------------- | --------------- | ------------------------ | ----- |
| 2005 | Wallace & Gromit: The Curse of the Were-Rabbit | Lady Tottington |                          |       |
| 2018 | Call of Duty: Black Ops 4                      | Madame Mirela   | Mapa "Dead of the Night" |       |

### Ràdio
| Any  | Títol                          | Paper                       | Notes               | Refs.  |
| ---- | ------------------------------ | --------------------------- | ------------------- | ------ |
| 1985 | The Reluctant Debutante        | Desconegut                  | BBC Radio 4         |        |
| 1989 | The Happiest of All Princesses | Desconegut                  | BBC Radio 4         |        |
| 1993 | The Secret Garden              | Narradora                   | Per Frances Burnett |        |
| 1993 | The Whales' Song               | Narradora                   | Per Dyan Sheldon    |        |
| 1994 | La gavina                      | Nina Mikhailovna Zarechnaya | BBC Radio 4         |        |
| 1994 | A Dog So Small                 | Narradora                   | Per Philippa Pearce |        |
| 1994 | The Way to Sattin Shore        | Narradora                   | Per Philippa Pearce |        |
| 1995 | Song of Love                   | Desconegut                  | BBC Radio 4         |        |
| 1995 | Remember Me                    | Narradora                   |                     |        |
| 1996 | I Capture the Castle           | Rose                        | BBC Radio 4         |        |
| 1997 | A House by the Sea             | Desconegut                  | BBC Radio 4         |        |
| 1997 | El diari d'Anne Frank          | Narradora                   |                     |        |
| 1998 | Lantern Slides                 | Violet Bonham Carter        | BBC Radio 4         |        |
| 2000 | Al vostre gust                 | Rosalind                    | BBC Radio 4         |        |
| 2004 | The Rubenstein Kiss            | Desconegut                  | Postposat           |        |
| 2010 | Private Lives                  | Amanda                      | BBC Radio 4         | [ 47 ] |

## Premis i nominacions

### Premi Oscars
| Any  | Treball nominat    | Categoria                | Resultat |
| ---- | ------------------ | ------------------------ | -------- |
| 1997 | Les ales del colom | Millor actriu            | Nominat  |
| 2010 | El discurs del rei | Millor actriu secundària | Nominat  |

### Premi BAFTA
| Any  | Premi BAFTA de cinema    | Categoria                | Resultat  |
| ---- | ------------------------ | ------------------------ | --------- |
| 1992 | Howards End              | Millor actriu secundària | Nominat   |
| 1997 | Les ales del colom       | Millor actriu            | Nominat   |
| 2010 | El discurs del rei       | Millor actriu secundària | Guanyador |
| Any  | Premi BAFTA de televisió | Categoria                | Resultat  |
| 2009 | Enid                     | Millor actriu            | Nominat   |
| 2013 | Burton & Taylor          | Millor actriu            | Nominat   |
| 2020 | The Crown                | Millor actriu secundària | Nominat   |

### Premi Globus d'Or
| Any  | Treball nominat - Pel·lícula                   | Categoria                                               | Resultat |
| ---- | ---------------------------------------------- | ------------------------------------------------------- | -------- |
| 1997 | Les ales del colom                             | Millor actriu dramàtica                                 | Nominat  |
| 2007 | Sweeney Todd: The Demon Barber of Fleet Street | Millor actriu musical o còmica                          | Nominat  |
| 2010 | El discurs del rei                             | Millor actriu secundària                                | Nominat  |
| Any  | Treball nominat - Televisió                    | Categoria                                               | Resultat |
| 1993 | Fatal Deception: Mrs. Lee Harvey Oswald        | Millor actriu en minisèrie o telefilm                   | Nominat  |
| 1998 | Merlin                                         | Millor actriu secundària en sèrie, minisèrie o telefilm | Nominat  |
| 2002 | En directe des de Bagdad                       | Millor actriu en minisèrie o telefilm                   | Nominat  |
| 2013 | Burton & Taylor                                | Millor actriu en minisèrie o telefilm                   | Nominat  |
| 2019 | The Crown                                      | Millor actriu secundària en sèrie, minisèrie o telefilm | Nominat  |

### Premi Primetime Emmy
| Any  | Treball nominat - Primetime     | Categoria                                        | Resultat  |
| ---- | ------------------------------- | ------------------------------------------------ | --------- |
| 1997 | Merlin                          | Millor actriu secundària en minisèrie o telefilm | Nominat   |
| 2003 | En directe des de Bagdad        | Millor actriu en minisèrie o telefilm            | Nominat   |
| 2014 | Burton & Taylor                 | Millor actriu en minisèrie o telefilm            | Nominat   |
| 2020 | The Crown                       | Millor actriu secundària en sèrie dramàtica      | Nominat   |
| Any  | Treball nominat - Internacional | Categoria                                        | Resultat  |
| 2010 | Enid                            | Millor actriu                                    | Guanyador |

### Premi del Sindicat d'Actors de Cinema
| Any  | Treball nominat - Pel·lícula | Categoria                             | Resultat  |
| ---- | ---------------------------- | ------------------------------------- | --------- |
| 1997 | Les ales del colom           | Millor actriu                         | Nominat   |
| 2010 | El discurs del rei           | Millor actriu secundària              | Nominat   |
| 2010 | El discurs del rei           | Millor repartiment                    | Guanyador |
| 2012 | Les Misérables               | Millor repartiment                    | Nominat   |
| Any  | Treball nominat - Televisió  | Categoria                             | Resultat  |
| 2013 | Burton & Taylor              | Millor actriu en minisèrie o telefilm | Nominat   |
| 2020 | The Crown                    | Millor actriu en sèrie dramàtica      | Nominat   |
| 2020 | The Crown                    | Millor repartiment en sèrie dramàtica | Guanyador |